# To See the Next Part of the Dream
To See the Next Part of the Dream es el segundo álbum de estudio del músico surcoreano Parannoul. Se publicó de forma independiente el 23 de febrero de 2021. El 23 de febrero de 2022, con motivo del primer aniversario del álbum, se publicó un extended play titulado White Ceiling / Black Dots Wandering Around, compuesto por caras B no incluidas en el álbum inicial.

## Antecedentes
Desde mayo de 2021, la persona que está detrás de Parannoul permanece en el anonimato, sin que se sepa su nombre, edad o si el álbum fue creado con la ayuda de otras personas. El texto que acompaña al lanzamiento del álbum en Bandcamp incluye a Parannoul hablando de sí mismos como un "perdedor activo", "por debajo de la media en altura, apariencia y todo lo demás", con "habilidades de canto [que] son jodidamente horribles". El álbum incluye temas de nostalgia y contiene muchas referencias a la cultura de principios de la década de 2000, como NHK ni Yōkoso!, Oyasumi Punpun y All About Lily Chou-Chou.

## Recepción crítica
Grant Sharples de Consequence escribió que "Cada canción es su propio ejercicio de catarsis, una base instrumental que da a Parannoul la libertad de ahogar su voz en medio del ruido". Ian Cohen de Pitchfork declaró: "La música ambiciosa y seductora captura con maestría la sensación de un sonido tan misteriosamente familiar que realmente parece un sueño".

## Lista de canciones
| N.º   | Título                                          | Duración |  |
| 1.    | «아름다운 세상 (Beautiful World)»               | 5:20     |  |
| 2.    | «변명 (Excuse)»                                 | 5:51     |  |
| 3.    | «아날로그 센티멘탈리즘 (Analog Sentimentalism)» | 4:24     |  |
| 4.    | «흰천장 (White Ceiling)»                        | 10:00    |  |
| 5.    | «To See the Next Part of the Dream»             | 5:07     |  |
| 6.    | «격변의 시대 (Age of Fluctuation)»              | 9:20     |  |
| 7.    | «청춘반란 (Youth Rebellion)»                    | 7:00     |  |
| 8.    | «엑스트라 일대기 (Extra Story)»                 | 2:59     |  |
| 9.    | «Chicken»                                       | 6:00     |  |
| 10.   | «I Can Feel My Heart Touching You»              | 5:36     |  |
| 61:37 |                                                 |          |  |